# Scaphochlamys minutiflora
Scaphochlamys minutiflora är en enhjärtbladig växtart som beskrevs av Jenjitt. och Kai Larsen. Scaphochlamys minutiflora ingår i släktet Scaphochlamys och familjen Zingiberaceae. Inga underarter finns listade i Catalogue of Life.